# Histoire de la météorologie

L'histoire de la météorologie, c'est l'histoire de l'explication du temps.

L’histoire de la météorologie connait trois périodes. Très tôt, durant l'Antiquité, les hommes essaient d'interpréter les phénomènes météorologiques qui rythment leur vie, considérés le plus souvent comme une volonté des dieux. Durant cette période, les Chinois sont les premiers à avoir une démarche rigoureuse face aux phénomènes météorologiques : ils effectuent des observations de manière régulière. Les Grecs sont les premiers à adopter une approche d'analyse et d'explication rationnelle. À cette époque, la météorologie regroupe de nombreux domaines comme l'astronomie, la géographie ou encore la sismologie.
À compter du Ve siècle, à la chute de l'empire romain d'occident, une deuxième période de l'histoire de la météorologie commence. Elle s'inscrit dans un immobilisme scientifique qui va jusqu'à la Renaissance. Ce ne sont alors pratiquement que des dictons météorologiques, issus de recettes dérivées des connaissances antiques et d'observations plus ou moins rigoureuses, qui particularisent cette période où la météorologie n'est qu'une pseudo-science. Malgré tout, ces dictons ne sont pas tous dépourvus de sens.
La troisième période de l'histoire de la météorologie voit la naissance de la météorologie moderne et donc la fin de l'empirisme et des dictons. On commence à considérer que les observations régulières sont la base de toute connaissance en météorologie. Le médecin Bergerac a l'idée de tenir un journal météorologique et vers 1760, Antoine Lavoisier établit quelques relations pour prévoir le temps. Mais c'est à la suite d'un naufrage lors de la guerre de Crimée (1853-1856), de la révolution industrielle, ainsi que du développement des transports maritimes et ferroviaires que le besoin d'étudier et de prévoir le temps se systématise. Au XXe siècle, c'est grâce aux progrès des chercheurs comme ceux de l'école de Bergen, de techniques comme les radiosondages, des satellites et des radars météorologiques, ainsi que du développement de l'informatique que la météorologie prend son plein potentiel.

## Chronologie

### Antiquité

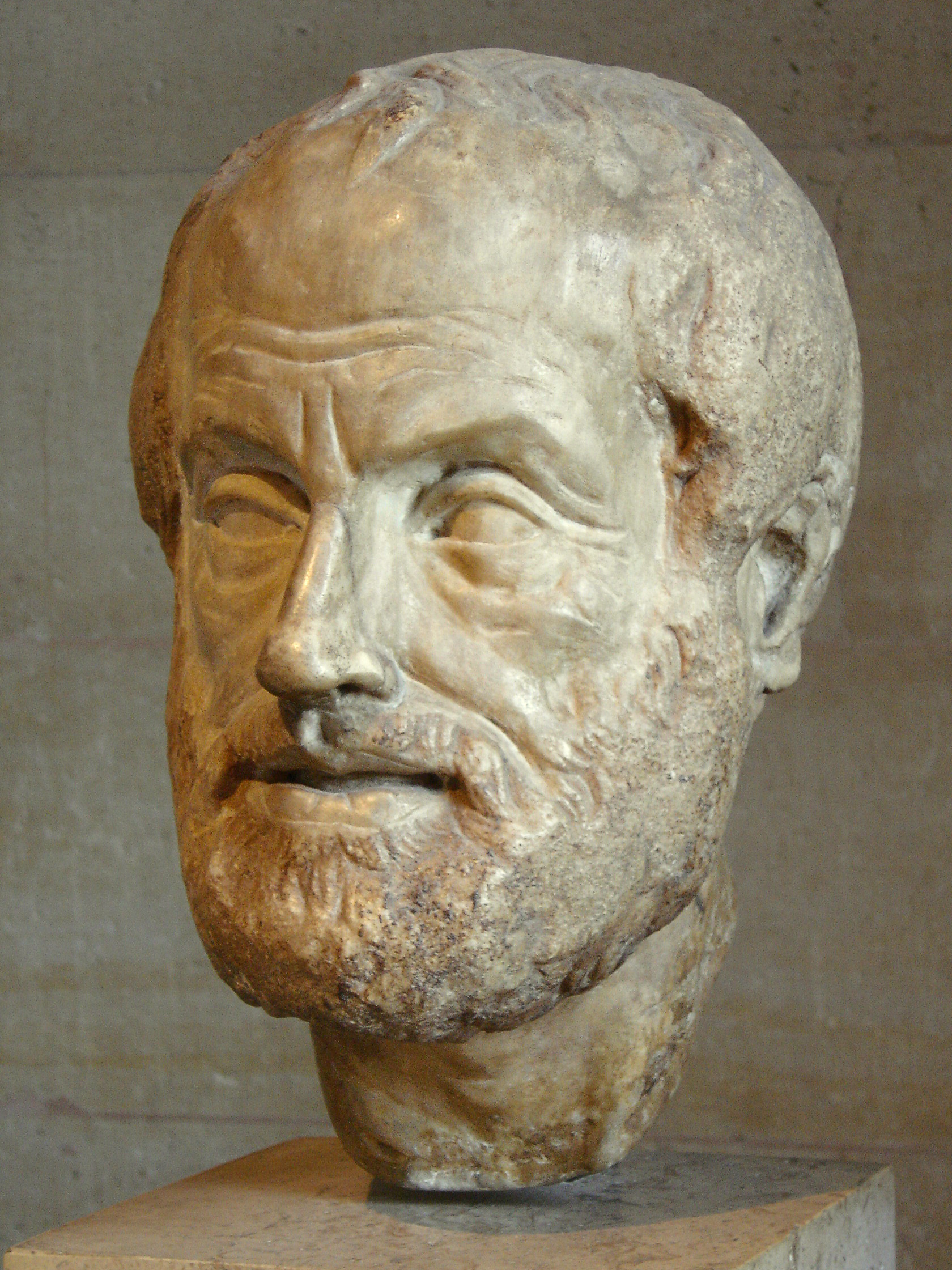
Aristote

Pour toutes les civilisations agricoles ou pastorales le temps qu'il a fait, qu'il fait ou qu'il fera a toujours été une préoccupation importante. Dans l'Antiquité chinoise, le premier ouvrage concernant la météorologie est celui de Nei Jing Su Wen (fin du Ier millénaire av. J.-C.), comprenant des observations et même des prévisions. En Inde, les périodes de mousson mènent aux premières mesures de quantité de précipitations tombées ainsi qu'à des prévisions vers 400 av. J.-C..
À la même époque, soit en 350 av. J.-C., le terme météorologie est créé par le philosophe grec Aristote pour décrire ce qu'on appellerait les Sciences de la Terre de façon générale et non le domaine exclusif de l'étude de l'atmosphère. En particulier, il décrit le cycle hydrique ainsi :

« Maintenant le soleil, se déplaçant comme il le fait, met en branle un processus de changement, de devenir et de déclin qui par son action élève la plus fine et douce eau chaque jour, la dissout en vapeur et la transporte vers les hauteurs où elle se condense à nouveau par le froid et retourne ensuite à la terre. »

Un autre philosophe Théophraste publie en 300 av. J.-C. « Les signes du temps », premier ouvrage de prévisions météorologiques en Europe.
L'astrométéorologie de la Grèce antique (les hydrométéores sont placées comme les astres dans le monde supralunaire) fait correspondre à chaque météore un état ou un système biologique du corps humain. Cette conception mythologique est réfutée par Anaximandre qui est le premier à expliquer les phénomènes météorologiques par l'intervention des éléments et non par des causes divines.
Shen Kuo (1031-1095) un lettré ayant vécu durant la dynastie des Song, en Chine, a travaillé entre autres choses en météorologie. Il a écrit plusieurs descriptions de tornades et a donné raison à une théorie de Sun Sikong, expliquant que les arcs-en-ciel qui sont formés par l'ombre du Soleil sous la pluie, se produisent lorsque le Soleil brille sur lui. Shen estima que, bien que les arbres fussent de plus en plus rares en raison de la déforestation pour les besoins de l'industrie du fer locale, « le pétrole était produit continuellement au sein de la Terre ». Un autre chinois, Qin Jiushao (1202–1261), a mis au point des pluviomètres qui ont été largement utilisés pendant la dynastie des Song du Sud pour recueillir des données météorologiques sur les précipitations et il a probablement été le premier à utiliser des nivomètres pour la mesure de la neige,.

### Moyen Âge
Le début du Moyen Âge, qui commence après la disparition de l'Empire romain par une période de mutation et de réorganisation, abandonne ou perd en grande partie les savoirs gréco-romains sur le climat. Il laisse la place à de multiples traditions orales, dont les savoirs recomposés peuvent sembler incohérents face à l'ancienne harmonie du savoir codifié dans les écrits antiques. La religion chrétienne érigeant Jésus en maître des temps et des climats prend une grande importance en Europe et parfois les dogmes des clercs laissent peu de place aux libres penseurs. Le monde arabo-musulman assimile avec plus de perspicacité l'héritage gréco-romain (cet héritage se rediffuse en Europe lors de la Renaissance du XIIe siècle) et perpétue, voire développe, des savoirs cohérents jusqu'au XIVe siècle.
L’arc-en-ciel qui est un photo-météore, fut ainsi correctement appréhendé en premier lieu, par le savant arabe Ibn Al Hayathem ou Alhazen dès le Xe siècle. Pionnier de l'optique moderne, il explique aussi les phénomènes de réfraction atmosphérique et comprend pourquoi la Lune et le Soleil apparaissent agrandis à l'horizon. Plus tard Theodoric de Freiberg au XIVe siècle, a approfondi l'explication de la formation des arcs-en-ciel.

### Renaissance et Temps classique ou baroque

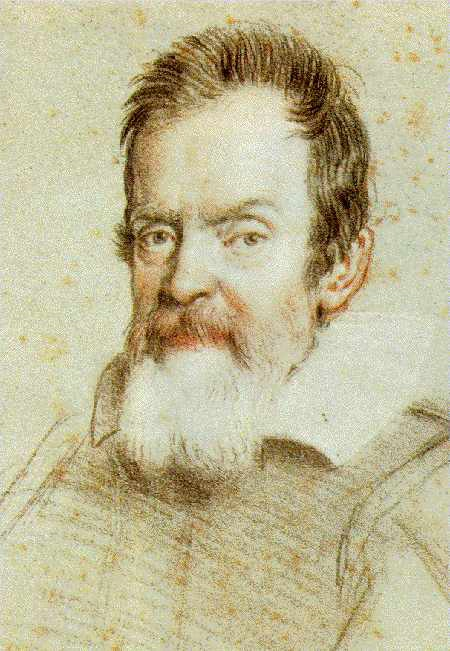
Galilée

La période de la Renaissance qui suit, permet une redécouverte des savoirs antiques, en particulier l'astronomie et l'architecture. Mais aussi avec le désenclavement du monde planétaire, elle a ouvert à la naissance de sciences fertiles qui s'imposent au XVIIe siècle avec leurs lots de découvertes corrélés à des développements techniques. Les lignes maritimes commerciales, prenant le relais des premiers voyages de découverte, prennent de l'essor et avec eux les besoins en météorologie.
En 1607, Galilée construit un thermoscope, l'ancêtre du thermomètre, bien que la paternité de cette invention lui soit contestée. Cet instrument change la vision du temps car il permet désormais de mesurer ce qu'on considérait jusqu'alors comme l'un des quatre éléments immuables d'Aristote (feu, eau, air et chaleur). On commence donc à noter les variations du temps de façon limitée. Il faudra attendre la création d'un standard de température par Daniel Gabriel Fahrenheit et Anders Celsius au XVIIIe siècle pour la quantifier.
En 1644, Evangelista Torricelli, un contemporain de Galilée, créé le premier vide artificiel et utilise le même concept pour inventer le premier baromètre. Le tube de Torricelli est un tube de verre que l'on plonge dans le mercure pour enlever l'air puis qu'on redresse sans le sortir complètement du liquide. Par son poids, le mercure redescend et laisse un vide dans la tête du tube mais la différence de pression entre l'atmosphère, qui presse sur le liquide autour du tube, et le vide dans celui-ci empêche le mercure de sortir complètement du tube. La hauteur restante dans le tube indique la pression atmosphérique.
Avec cette invention, Torricelli découvre que la pression de l'atmosphère varie dans le temps. En 1648, Blaise Pascal s'aperçoit que la pression diminue également avec l'altitude et en déduit qu'il y a un vide au-delà de l'atmosphère.

### Les précurseurs (XVIIeauXIXesiècle)
En 1667, le scientifique britannique Robert Hooke redécouvre le principe de l'anémomètre pour mesurer la vitesse du vent, un instrument essentiel à la navigation, qui avait été créé par Leon Battista Alberti en 1450 mais oublié entre-temps. En 1686, Edmund Halley cartographie les alizés et en déduit que les changements atmosphériques sont causés par le réchauffement solaire. Il confirme ainsi les découvertes de Pascal sur la pression atmosphérique.
Dans la théorie des climats, Montesquieu envisage l'influence du climat sur le tempérament des hommes et, par voie de conséquence, sur leur gouvernement et sur leurs lois.

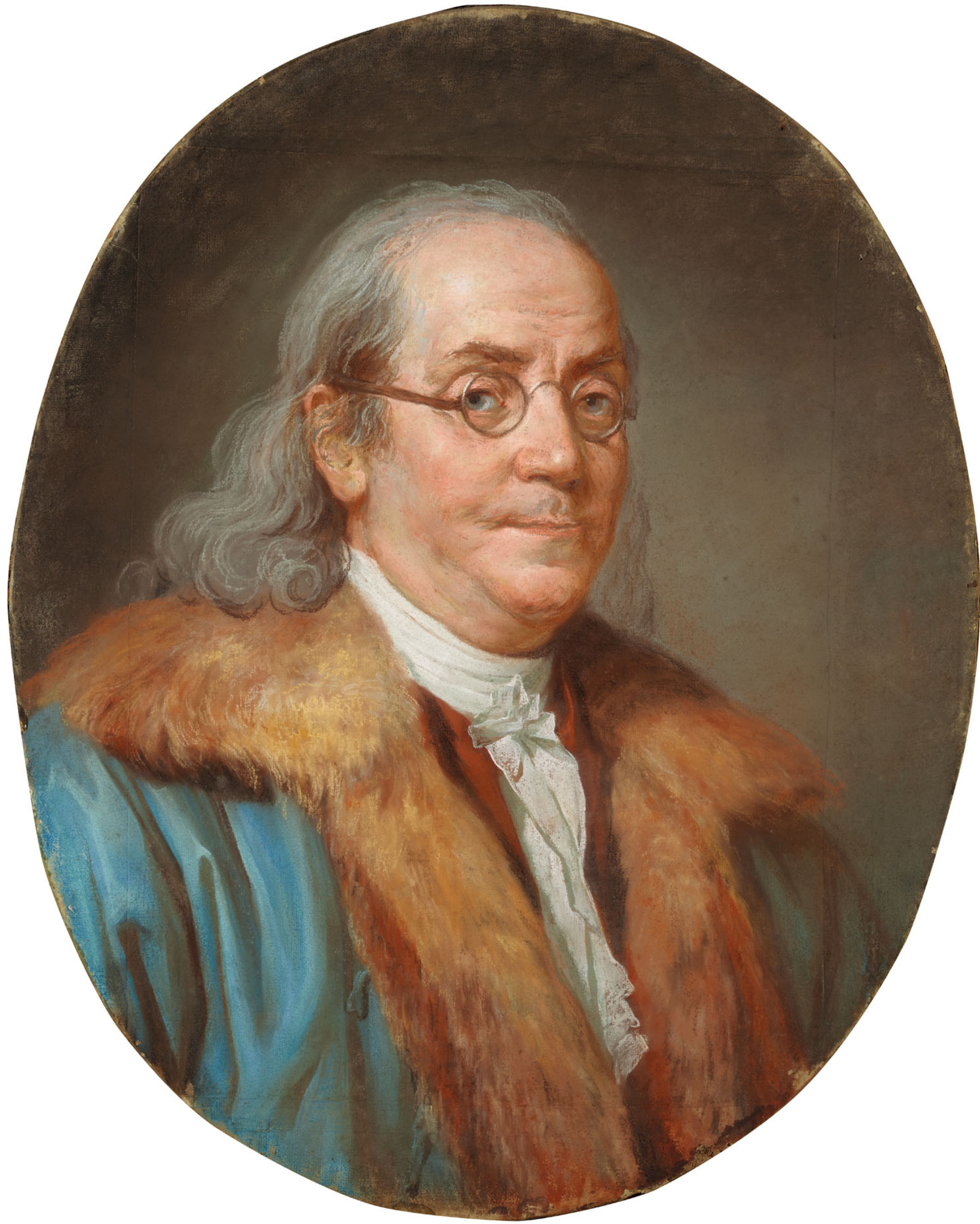
Benjamin Franklin

En 1735, George Hadley est le premier à prendre en compte la rotation de la Terre pour expliquer les alizés. Bien que son explication ait été incorrecte, prédisant les vents de moitié moins forts que la réalité, son nom a été donné à la circulation dans les Tropiques comme cellules de Hadley.
Benjamin Franklin observe quotidiennement le temps qu'il fait de 1743 à 1784. Il remarque que les systèmes météorologiques vont d'ouest en est en Amérique du Nord. Il publie la première carte scientifique du Gulf Stream, prouve que la foudre est un phénomène électrique, relie les éruptions volcaniques et le comportement de la météo et spécule sur les effets de la déforestation sur le climat.
En 1780, Horace-Bénédict de Saussure construit un hygromètre à cheveu pour mesurer l'humidité de l'air. Il s'agit d'un instrument complémentaire au thermomètre et à l'anémomètre pour quantifier les variables atmosphériques.
En 1802-1803, le britannique Luke Howard écrit On the Modification of Clouds dans lequel il donne les noms que nous connaissons maintenant aux nuages à partir du latin. En 1806, Francis Beaufort introduit son échelle descriptive des vents destinée aux marins. L'échelle de Beaufort relie les effets du vent sur les vagues (mer étale jusqu'aux vagues déferlantes avec écume) à sa force en nœuds.
En 1835, dans un article Sur les équations du mouvement relatif des systèmes de corps, Gaspard-Gustave Coriolis décrit mathématiquement la force qui porte son nom : la force de Coriolis. Celle-ci apparaît comme une composante supplémentaire à la force centrifuge, ressentie par un corps en mouvement relativement à un référentiel en rotation, comme cela pourrait se produire par exemple dans les rouages d'une machine. Cette force est essentielle dans la description du mouvement des systèmes météorologiques comme le météorologue britannique George Hadley l'avait pressenti un siècle auparavant.
En 1838, William Reid publie sa controversée Law of Storms décrivant le comportement des dépressions. Son ouvrage divise la communauté scientifique durant dix années. En 1841, l'américain Elias Loomis est le premier à suggérer la présence de fronts pour expliquer la météo mais ce n'est qu'après la Première Guerre mondiale que l'école norvégienne de météorologie développera ce concept.

### Les premiers réseaux météorologiques
En 1654, sous les conseils du jésuite Luigi Antinori, Ferdinand II de Médicis inaugura le premier réseau météorologique mondial coordonné par la Société météorologique de Florence (stations à Florence, Bologne, Parme, Milan, Innsbruck, Osnabrück, Paris et Varsovie qui utilisent de manière harmonisée le thermomètre florentin, premier thermomètre à alcool développé par les physiciens de l'Accademia del Cimento).
En 1833, l'Observatoire royal de Belgique commence ses observations météorologiques quatre fois par jour.
En 1849, le Smithsonian Institution, sous la direction du physicien Joseph Henry commençait à mettre sur pied un réseau de stations météorologiques d'observation aux États-Unis. Les observations seraient disséminées rapidement grâce à l'invention en 1837 par Samuel Morse du télégraphe. Joseph Henry fut à Washington D.C. le premier à exposer une carte de prévisions météorologiques des bassins de l'Ohio aux rivages de la côte atlantique : elle représentait les formations nuageuses des contrées continentales qui étaient poussées par les vents d'ouest dominants. La connaissance des conditions météorologiques présentes en Ohio permet de prédire le temps à venir en Virginie le lendemain à cause du déplacement des masses nuageuses. Le travail devenant trop important pour le Smithsonian, le gouvernement des États-Unis reprit le flambeau entre 1870 et 1874 par l'entremise du l'U.S. Army Signal Corps.

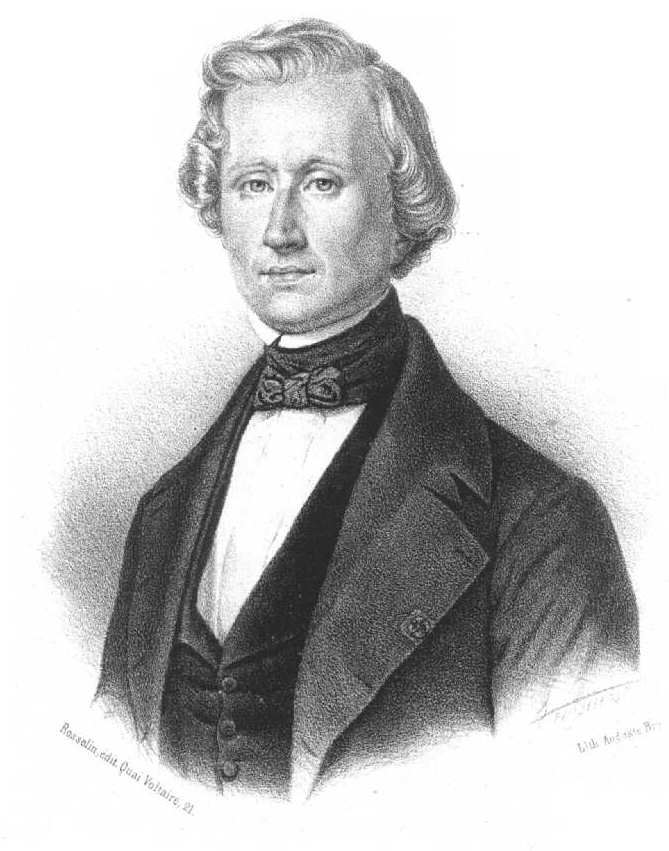
Urbain Le Verrier

Le 14 novembre 1854, une violente tempête provoque le naufrage de 41 navires français en mer Noire, au cours de la guerre de Crimée. Cette tempête avait traversé toute l'Europe de l'Ouest, mais personne ne fut en mesure de signaler, voire prévenir du danger. Face à ce constat, Napoléon III demande à Urbain Le Verrier, directeur de l'observatoire de Paris, de mettre en place un vaste réseau de stations météorologiques couvrant l'ensemble de l'Europe et mettant à profit l'innovation technologique que représente le récent télégraphe électrique. 
Ce réseau européen de données atmosphériques fonctionne de manière opérationnelle dès 1856 et regroupe au départ 24 stations dont 13 reliées par télégraphe, puis en 1865 s'étend à 59 observatoires répartis sur l'ensemble de l'Europe. À partir de 1863, l'Observatoire impérial était en mesure de diffuser aux ports des dépêches concernant les tempêtes et coups de vent. Un décret du 14 mai 1878 sépare ce service d'observation et de prévision de l'Observatoire de Paris, crée le Bureau central de météorologie et trois classes de météorologistes : les aides-météorologistes, les météorologistes adjoints et les météorologistes titulaires.
En 1860, le vice-amiral Robert FitzRoy utilisa le télégraphe pour colliger les données météorologiques quotidiennes venant de toute l'Angleterre et tracer les premières cartes synoptiques. La variation de ces cartes dans le temps lui permettait d'établir les premières prévisions qu'il publia dans le journal The Times à partir de 1860. Il développa également un système d'alerte dans les ports anglais (sous forme de cônes hissés pour prévenir de l'arrivée de tempêtes).
Tous les réseaux d'observations mentionnés jusqu'à présent étaient indépendants. Une information météorologique cruciale pouvait donc ne pas être transmise. Ceci était particulièrement important en mer. Le principal promoteur d'échanges internationaux serait l'américain Matthew Fontaine Maury. En 1853, une première conférence des représentants de dix pays se réunit à Bruxelles pour formaliser une entente et normaliser le codage des données météorologiques. 
En 1873, l'Organisation météorologique internationale a été fondée à Vienne par tous les pays ayant un service météorologique, dont la France. Le norvégien Nansen mit en évidence le rôle majeur des mers et océans dans l'explication climatique.

### Ère contemporaine et la création de l'OMM

#### Frontologie
En 1902, après plus de 200 lâchers de ballons, souvent effectués de nuit pour éviter l'effet de radiation du soleil, Léon Teisserenc de Bort découvrit la tropopause. Il en conclut que l'atmosphère terrestre se composait de deux couches, qu'il baptisa troposphère et stratosphère, une convention qui est toujours valable à ce jour. Richard Aßmann est considéré également comme codécouvreur de la stratosphère car il publia indépendamment la même année ses résultats sur le sujet.

Les symboles des fronts météorologiques : 1) Front froid 2) Front chaud 3) Occlusion 4) Stationnaire

En 1919, en Norvège, l'école de Bergen, sous la direction de Vilhelm Bjerknes, développèrent l'idée des masses d'air se rencontrant le long de zones de discontinuité qu'on nomma les fronts (front chaud, front froid et occlusion). Selon cette théorie, il y a trois zones frontales entre les quatre masses d'air :
- Arctique
- Maritime
- Polaire
- Tropicale

En alliant la force de Coriolis, ces notions et la force de pression, ils expliquèrent la génération, l'intensification et le déclin des systèmes météorologiques des latitudes moyennes. Le groupe comprenait Carl-Gustaf Rossby qui fut le premier à expliquer la circulation atmosphérique à grande échelle en termes de mécanique des fluides, Tor Bergeron qui détermina le mécanisme de formation de la pluie et Jacob Bjerknes. Cette école de pensée se répandit mondialement. Encore aujourd'hui, les explications météorologiques simplifiées que l'on voit dans les médias utilisent le vocabulaire de l'école norvégienne. La météorologie devint peu à peu une science physique. Ainsi aux Etats-Unis, Rossby, qui avait étudié avec Bjerknes, fonda, en 1928, le premier département universitaire de météorologie, au MIT, après avoir quitté le National Weather Service.

#### Modélisation
Durant la Seconde Guerre mondiale, la météorologie devint un instrument essentiel de l'effort de guerre et put bénéficier d'un soutien jamais vu jusqu'à ce moment. Des écoles furent mises sur pied pour former des techniciens et des météorologues en grand nombre car elle joua un rôle de premier plan pour le routage des navires et des convois de ravitaillement, le déploiement de l'aviation et la planification des opérations militaires. La guerre météorologique de l'Atlantique nord, entre autres, vit les Alliés (la Grande-Bretagne en particulier) et l'Allemagne être en compétition pour l'accès à des données météorologiques fiables dans l'Atlantique Nord et l'Arctique.
La météorologie étant reliée à la mécanique des fluides (voir section science météorologique), dès 1922 Lewis Fry Richardson publia Weather prediction by numerical process qui décrivait comment les termes mineurs des équations de mouvement de l'air pouvaient être négligés pour résoudre plus facilement les conditions futures de l'atmosphère. Cependant ce ne sera qu'avec la venue des ordinateurs, à la suite du second conflit mondial, que son idée sera vraiment mise en pratique à partir des années 1950. C'était le début de la prévision numérique du temps, une formulation sous forme de programmes informatiques de plus en plus complets permettant de résoudre les équations météorologiques.
La théorie du chaos va être appliquée à l'atmosphère par Edward Lorenz au cours des années 1960. Ce concept va être développé plus tard (à partir des années 1990) dans les modèles de prévision d'ensembles qui utilisent des perturbations des données initiales pour estimer la variabilité des résultats.

#### Nouveaux instruments

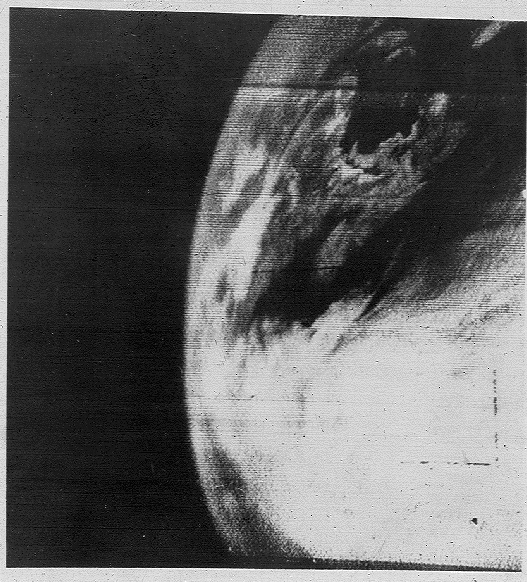
Première image de TIROS-1 de la Terre depuis l'espace.

Le radar météorologique est développé à partir des études faites durant la guerre sur les échos de bruit causés par les précipitations :
- Aux États-Unis : développement des premiers radars météorologiques opérationnels grâce à plusieurs chercheurs, dont entre autres David Atlas[17].
- Au Canada : J. Stewart Marshall et R.H. Douglas forment le « Stormy Weather Group »[18] à l’Université McGill de Montréal qui travailla sur la relation entre la réflectivité (Z), le retour d’intensité des précipitations, et le taux de précipitations (R).
- En Grande-Bretagne, les recherches portent sur les caractéristiques des patrons des précipitations et sur les possibilités qu’offrent les différentes longueurs d'onde entre 1 et 10 centimètres.

En 1960, TIROS-1 est le premier satellite météorologique lancé avec succès. Celui-ci marque le début de la collecte de données météorologiques depuis l'espace à une résolution de beaucoup supérieure aux stations terrestres. De plus il permet de sonder des endroits peu ou pas couverts comme les océans, les déserts et les Pôles.

#### Communications
En novembre 1920, la « Commission Internationale de Télégraphie Météorologique » se réunit à Londres pour préparer un code de transmission des observations météorologiques. Le 15 juillet 1922, l'Organisation nationale de météorologie française diffuse la première émission de radio d'un bulletin météorologique depuis un émetteur placé sur la tour Eiffel et dès lors, trois bulletins par jour sont émis.
Après la Deuxième Guerre mondiale, les télécommunications de données se développent par réseaux micro-ondes, puis par satellite de télécommunications. La présentation de la météorologie à la télévision débute à la fin des années 1940-début des années 1950 aux États-Unis et en France,. Dans les années 2000, l'internet vient révolutionner la distribution des informations.

#### Organisation
En 1951 l'Organisation météorologique mondiale (OMM) est fondée par l'ONU en remplacement de l'Organisation météorologique internationale.

### Ensuite
Le développement des ordinateurs plus puissants dans les années 1970 et des superordinateurs dans les années 1980 mène à une meilleure résolution des modèles numériques. Les recherches sur l'atmosphère, les océans et leurs inter-relations, de phénomènes tels El Nino et les cyclones tropicaux améliorent les connaissances des phénomènes météorologiques et il s'ensuit une meilleure paramétrisation des équations.
Les instruments de collecte de données ont grandement évolué depuis 1960 : automatisation de cette collecte et amélioration des radars et des satellites météorologiques ainsi que de leur résolution amenant des sondages directs de l'atmosphère. Le développement des communications (veille météorologique mondiale) a permis de répandre mondialement les prévisions ainsi que les alertes météorologiques.
Plus récemment, l'étude des tendances de températures et de la concentration de CO2 a pris de l'essor. À partir de la fin XXe siècle, la majorité des scientifiques ont reconnu le signal d'un réchauffement climatique depuis le début de l'ère industrielle. Au début du XXIe siècle, un rapport d'experts internationaux a reconnu l'action humaine comme étant le plus probable responsable et a prédit une poursuite de celui-ci.

## Histoire des instruments
Collecter des informations régulières en de nombreux endroits différents, pour servir de base aux analyses et ensuite aux prévisions, est essentiel pour la pratique de la météorologie. L'histoire des instruments, qui débute dès 280 avant Jésus-Christ, est liée à cette idée de collecte des informations nécessaires aux prévisions météorologiques. Les informations collectées concernent :
- la pression de l'air ;
- la température ambiante;
- l'humidité de l'air (ou hygrométrie) ;
- la vitesse et la direction du vent ;
- les précipitations (pluie, neige ou grêle) ;
- l'ensoleillement.

L'histoire des différents instruments de mesure, fondamentaux pour prévoir le temps, retrace les origines de la météorologie, science jeune. L'invention du baromètre, du thermomètre et de l'hygromètre date d'il y a plus de trois siècles. Plus récemment, les mesures du vent, des précipitations et du rayonnement solaire sont venues améliorer la précision des mesures et la fiabilité des prévisions (source Météo France et CNAM à rajouter).
Au cours du XXe siècle sont apparus des appareils de télédétection qui mesurent une ou plusieurs de ces variables. Se sont d'abord développés le radiosondage, puis la station météorologique automatique, les radars météorologiques et, finalement, le satellite météorologique.

### Anémomètre

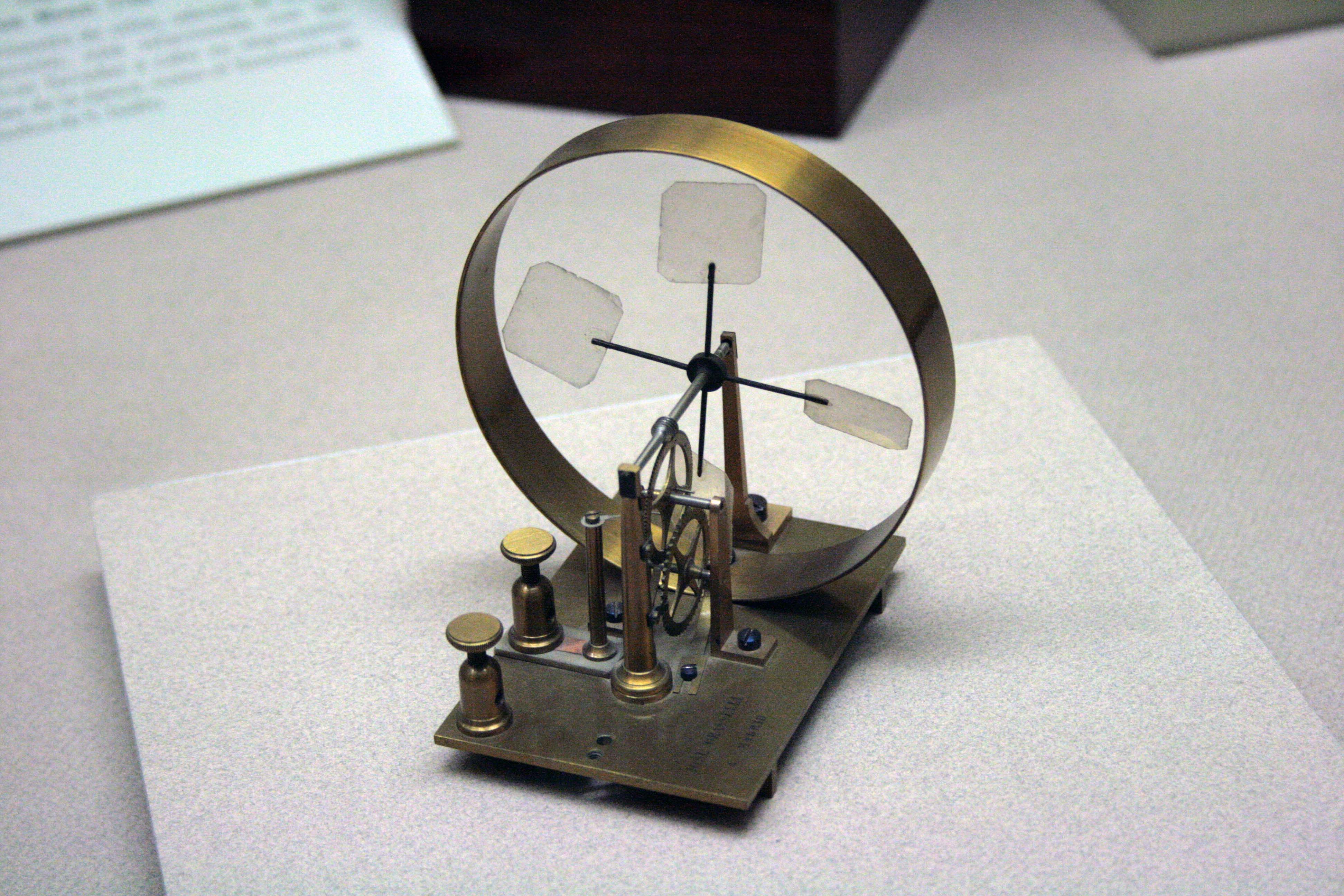
Modèle ancien d'anémomètre à moulinet, construit par un fabricant espagnol (José Graselli), daté de 1870

En 100 av. J.-C., l'ingénieur macédonien Andronicos de Cyrrhus invente la "Tour des vents" ou horloge d'Andronicos à Athènes. Cependant, le premier anémomètre est attribué à Léon Battista Alberti (1404-1472), grand ingénieur de la Renaissance, au XVe siècle.
En 1450, il utilisa une plaque mobile tournant autour d’un axe horizontal pour estimer la force du vent, l’angle formé entre la palette et la verticale (position repos) permettant d’évaluer la force du vent car la palette est alors à l'équilibre entre la force du vent et celle de la gravité. C'est un anémomètre à plaque.
En 1500, Léonard de Vinci (1452-1519) qui voulait savoir d'où venait le vent, invente la girouette, mobile sur un axe. Elle est considérée comme le premier véritable instrument météorologique. La girouette mesure la direction du vent en s'orientant dans le sens du vent. Elle s'exprime en points cardinaux – vent de nord, d'est… – ou en degrés (de 0 à 360°).
Au cours des siècles suivants, nombre d'inventeurs, tel Robert Hooke en 1664, ont développé des variantes de ce premier anémomètre. En 1846, Thomas Romney Robinson, astronome et physicien britannique, a amélioré le concept en utilisant quatre petits bols attachés à un axe vertical que le vent met en rotation, soit le premier anémomètre à coupelles. En 1926, John Patterson réduit le nombre de coupelles à trois. Cet appareil sera amélioré par Brevoort et Joiner en 1935 et il est toujours l'anémomètre le plus commun aujourd'hui.
D'autres inventeurs ont utilisé plus récemment des paramètres différents pour mesurer la vitesse du vent. Par exemple, la variation de la pression dans un tube lorsqu’il y a du vent (anémomètre à tube) ou la variation de la fréquence par effet Doppler entre un faisceau émis dans la direction du vent et son retour (anémomètre-laser). En 1994, le docteur Andrews Pflitsch a même développé un anémomètre qui mesure le temps pris par un son émis à être reçu par un récepteur, la vitesse du son dépendant de la pression dans l'air en mouvement.

### Baromètre

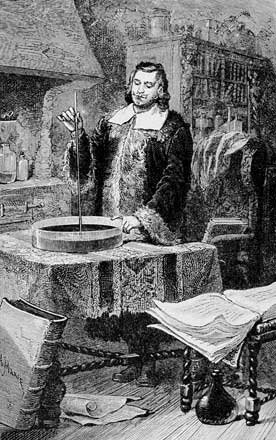
Torricelli inventant le baromètre à mercure, gravure figurant dans les livres de Camille Flammarion (1923)

Vers 1635, les ingénieurs et fontainiers de Florence sont chargés de construire de gigantesques installations hydrauliques dans les jardins des palais. Ils installent des pompes aspirantes mais découvrent avec stupéfaction qu'elles sont incapables d'élever l'eau de plus de 18 brasses, soit une dizaine de mètres. Galilée est sollicité mais il meurt en 1642 sans avoir eu le temps de résoudre ce problème. Dans ses notes, il mentionne qu'il avait songé que l'air devait avoir un poids mais il n'en avait tiré aucune conclusion. L'idée que le liquide n'est pas aspiré par la pompe mais refoulé vers elle par l'effet d'une pression extérieure était en totale contradiction avec les dogmes admis à cette époque, qui voulaient que l'eau s'élève dans les tubes parce que la nature a horreur du vide.
C'est Torricelli qui invente le baromètre en 1643. Il succède à Galilée comme physicien à la cour du Duc de Toscane. Reprenant les notes de son prédécesseur, il fait des expériences pour prouver que la pression atmosphérique est responsable de la montée de l'eau dans un espace vide. Pour éviter d'utiliser des colonnes d'eau d'une dizaine de mètres de hauteur, il a l'idée de faire des essais avec du mercure et en remplit un long tube de verre, le bouche avec le doigt et le retourne sur un bassin rempli, lui aussi, de mercure. Il observe que le tube ne se vide que partiellement dans le bassin et qu'il y reste toujours une colonne de mercure d'environ 76 cm de hauteur, quel que soit l'enfoncement du tube dans le bassin. Il en déduit que la pression atmosphérique sur la surface du bassin contrebalance le poids de la colonne de mercure et que c'est elle qui permet de faire monter l'eau dans les pompes d'une hauteur d'environ 10 m, mais pas davantage. Il remarque également que la hauteur du mercure dans le tube varie avec les changements climatiques et qu'une baisse précède généralement une période de mauvais temps (pluie).
Le physicien français René Descartes (1596-1650) améliore le système de Torricelli en ajoutant une graduation en papier. Il est le premier à émettre l'idée que la pression atmosphérique doit diminuer avec l'altitude. Le baromètre à cuvette est directement déduit du tube de Torricelli. Sans dispositif approprié, la lecture précise de la hauteur de la colonne de mercure n'est pas très facile. On a donc disposé au-dessus de la cuvette une vis à deux bouts pointus, l'inférieur venant juste tangenter la surface libre du métal dans la cuvette. À l'aide d'un cathétomètre, on vient mesurer la différence de hauteur entre la pointe supérieure de la vis et la surface libre dans le tube. La longueur de la vis, mesurée une fois pour toutes, est ajoutée à l'indication du cathétomètre et l'on obtient ainsi la hauteur de la colonne de mercure.
La pression atmosphérique contraint le mercure à monter dans le tube sur une colonne d'environ 76 cm de hauteur mais elle n'est pas suffisante pour combler le vide qui se forme dans la partie supérieure. Dans les années 1640, Blaise Pascal refit l'expérience de Torricelli et pense, comme Descartes, que si l'air a un poids, alors le mercure doit monter moins haut dans le tube si l'on fait l'expérience en altitude. C'est bien ce qu'il vérifie, mais avec une précision trop faible, au sommet de la tour Saint-Jacques à Paris (52 m). Grâce à son beau-frère qui habitait au pied du puy de Dôme, le 19 septembre 1648, il refit l'expérience à diverses altitudes et constate qu'en effet, la hauteur du mercure diminue bien au fur et à mesure que l'on s'élève.
Le mot « baromètre » apparut quelques années plus tard, créé par le physicien et chimiste irlandais Robert Boyle (barometer, 1665-1666). Il est formé sur le grec baros (poids, pesanteur). Mais il aura fallu attendre le milieu du XIXe siècle pour que les constructeurs d'instruments, les opticiens, les horlogers, commencent à produire des baromètres, à des fins scientifiques d'abord, puis à des fins domestiques. À partir de 1870 les graduations s'accompagnent d'indications météorologiques (« beau temps », « variable »…). La dénomination « baromètre » ne s'impose en France qu'après la publication en 1676 de l'Essai sur la nature de l'air par Edme Mariotte.
Plus tard, on donnera le nom de pascal (sans majuscule) à l'unité internationale de pression, qui vaut un newton par mètre carré. Le hasard peut amener à une découverte. En 1675, l'abbé Picard, transportant de nuit un baromètre à mercure, fait une curieuse découverte. À chaque mouvement brusque du métal, une lueur bleuâtre illumine le tube. Ce phénomène est étudié entre autres par un élève de Robert Boyle, Francis Hauksbee. Naturellement, aucune explication satisfaisante n'est trouvée à l'époque mais c'est ainsi que débutent les premières recherches sur les décharges électriques dans les gaz raréfiés… On sait maintenant que le frottement du mercure sur le verre est la cause de cette luminescence.

#### Évolution du baromètre à mercure

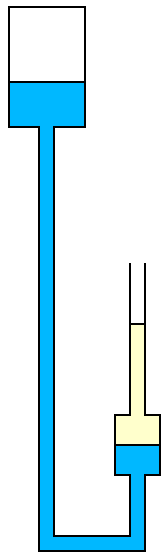
Principe du baromètre de Huygens

Le tube de Torricelli est un tube en U lié à une graduation de référence permettant de mesurer la différence de niveau entre les deux surfaces libres du mercure. Il présente de nombreux inconvénients :
- le tube de verre est encombrant et fragile ;
- le mercure est un métal cher et toxique (de nos jours il est interdit pour de nombreuses applications dont les thermomètres médicaux) ;
- la très forte tension superficielle du mercure rend sa surface libre convexe et fait que dans les tubes étroits, le niveau du mercure s'établit un peu au-dessous de sa valeur théorique ; il faut donc non seulement faire une visée tangentielle mais aussi corriger la valeur obtenue en fonction du diamètre du tube ;
- une autre correction doit être pratiquée en fonction de la température, pour compenser la dilatation du métal et donc la variation de densité qui l'accompagne, c'est pourquoi tout bon baromètre est associé à un thermomètre et aux tables de correction adéquates.

Bien que l'origine en soit controversée, on attribue au physicien hollandais Christian Huygens un important perfectionnement du tube de Torricelli, en 1672. Un tube en U contient du mercure comme précédemment et une zone de vide du côté fermé, mais la branche ouverte contient un liquide non volatil de plus faible densité dont le niveau dépend de celui du mercure. En choisissant convenablement les sections des tubes, on peut ainsi obtenir une amplification de l'ordre de 10, ce qui rend la lecture beaucoup plus facile et précise. Cette technique permet en outre d'éviter l'oxydation lente du mercure par l'oxygène de l'air.
Le premier baromètre à cadran a été construit en 1663 par l'astronome anglais Robert Hooke. Un flotteur reposant sur le mercure suit les variations du niveau et actionne une aiguille qui indique la pression sur un cadran. La lecture est plus facile et plus précise qu'avec le baromètre de Torricelli mais, selon Privat-Deschanel et Focillon, « le baromètre à cadran est toujours un appareil assez grossier, quel que soit le luxe de sa présentation ».
Dans les baromètres à siphon construits sur le modèle imaginé par Louis Joseph Gay-Lussac, la branche courte a la même section que la branche longue, dont elle est séparée par un tube très fin destiné à empêcher l'air de pénétrer dans la chambre à vide. L'ouverture laisse passer l'air mais elle est suffisamment petite pour empêcher le mercure de sortir facilement. Bunten y a ajouté un réservoir de garde destiné à piéger les bulles d'air qui pourraient, par accident, franchir le siphon.
Le Français Jean Fortin (1750-1831) réalisa un baromètre à mercure transportable qui porte son nom. Afin de diminuer le volume du mercure dans la cuvette inférieure et de faciliter la lecture, Fortin imagina, en collaboration avec le mécanicien Ernst, un système de vis et de membrane de cuir permettant d'amener la surface libre au niveau d'un repère de hauteur fixe par rapport au tube. Un curseur lié à celui-ci permet la mesure directe de la hauteur de la colonne barométrique.
C’est au XVIIIe siècle qu’apparurent les premiers baromètres de marine à mercure. Leur développement fut freiné par les marins eux-mêmes, très attachés aux méthodes ancestrales de prévision du temps. L’amiral britannique Robert FitzRoy eut l’idée, en 1858, d’équiper tous les ports de pêche d’un baromètre.

#### Baromètres à eau

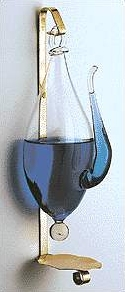
Baromètre à eau de Goethe.

Selon un document de 1619, un Hollandais, Gijsbrecht de Donckere, aurait inventé un baromètre à eau. L'air enfermé dans une partie de l'appareil se dilate ou se contracte selon la pression qu'il subit, produisant une variation de niveau relativement importante dans le tube fin relié à l'air libre. Johann Wolfgang von Goethe, vers 1792-93, aurait réinventé un appareil de ce type, à partir des principes de Torricelli. Lorsque la pression atmosphérique augmente, le niveau du liquide dans le tube descend. Inversement, lorsque la pression baisse, il y a moins d'appui sur l'eau et le liquide monte. Les indications des baromètres à eau sont évidemment très liées à la température, et on ne se sert plus de ces appareils qu'à des fins décoratives.

#### Baromètres à gaz
Le baromètre Eco-Celli est un instrument dont la précision peut être comparée avec celle d'un baromètre de Torricelli. Son fonctionnement est totalement différent puisqu'il ne contient pas de mercure. Comme les baromètres à eau, cet instrument mesure la pression atmosphérique grâce à la compressibilité d'un volume de gaz enfermé qui se comprime ou se détend en fonction de la pression atmosphérique.
Le volume du gaz dépend également de la température ambiante et il faut donc faire une correction. Celle-ci est réalisée très simplement en déplaçant l'échelle d'un curseur jusqu'à ce que l'index métallique soit au même niveau que le liquide bleu du thermomètre. Par rapport à un baromètre à mercure simple, le baromètre Eco-Celli permet une amplification de 4 fois, ce qui rend la lecture plus précise et surtout plus facile.
Le baromètre inventé par le Britannique Alexander Adie en 1818 est nettement plus petit qu'un baromètre de Torricelli. Il est composé de deux éléments, un tube en forme de U (liquide rouge) et un thermomètre (liquide bleu) qui sont mis en parallèle. Une baisse de pression fait monter le liquide rouge du baromètre et une hausse le fait descendre. Le thermomètre permet de faire les corrections nécessaires.

#### Baromètres anéroïdes

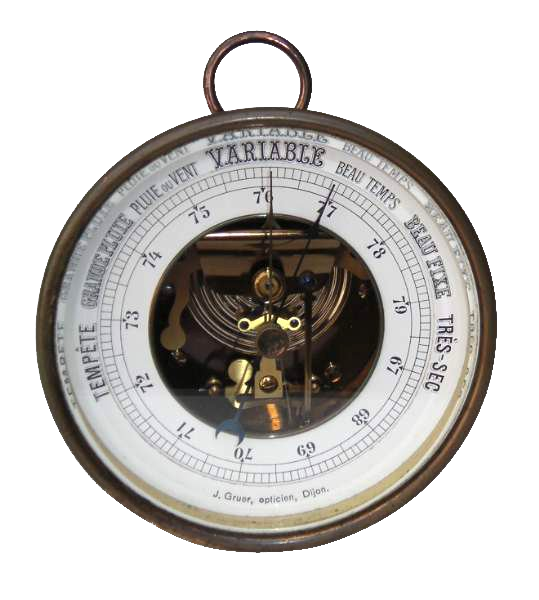
Baromètre anéroïde, début XX.

Le baromètre anéroïde fut mis au point par le Français Lucien Vidie qui en déposa le brevet en 1844 (en collaboration avec Antoine Redier, inventeur du réveille-matin). Le principe de cet appareil avait été proposé en 1700 par le savant allemand Gottfried Wilhelm Leibniz ; le grand mérite de Vidie a été de le transformer en un objet pratique et peu onéreux.
Les parois d'une capsule vide d'air, dite « capsule de Vidie » sont maintenues écartées par un ressort. La pression atmosphérique appuie plus ou moins sur la boîte (capsule) anéroïde et fait ainsi tourner l'aiguille sur le cadran, grâce à un mécanisme de précision. L'idée a été reprise par Eugène Bourdon en 1849 qui utilisa la déformation que subit un tube aplati vide d'air sous l'effet des variations de la pression extérieure. Le baromètre anéroïde est moins précis que le baromètre à mercure mais il permet en contrepartie de fabriquer des instruments compacts, beaucoup plus robustes et facilement transportables, surtout en mer.

#### Barographes

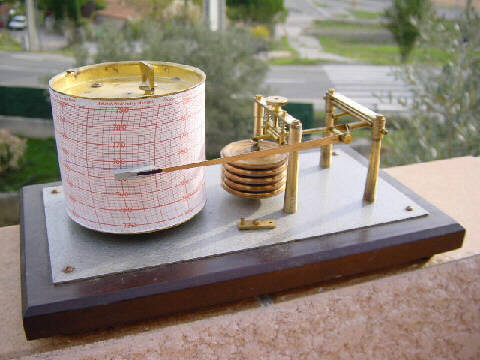
Barographe sans son capot de protection.

Le système le plus ancien de baromètre enregistreur fut inventé par l’Anglais Moreland en 1670 mais c'est la capsule de Vidie qui est le « moteur » de la plupart des appareils actuels. Pour obtenir un déplacement et des efforts plus importants on utilise un empilement de capsules, généralement cinq. Les baromètres enregistreurs sont encore appelés barographes. Beaucoup sont présentés comme des objets « de luxe » dans une boîte vitrée aux montants d'acajou ou d'autre bois précieux mais il existe aussi des modèles beaucoup plus rustiques. Dans les barographes plus récents, la capsule est remplacée par un capteur piézorésistif et le tambour par un écran LCD.
Les barographes étaient autrefois utilisés par les pilotes de planeur pour acquérir des insignes de la Fédération aéronautique internationale ou pour battre des records. Par exemple, un gain d'altitude de 1000 mètres en planeur (pour l'insigne d'argent) était validé à l'aide d'un barographe enregistrant les différentes altitudes au cours du vol. Ces appareils sont encore reconnus par la Fédération aéronautique internationale. Toutefois ils tombent en désuétude et sont maintenant avantageusement remplacés par des lecteurs GPS avec barographe incorporé qui génèrent des fichiers .igc qui sont scellés.

#### Évolutions récentes
En 1989, Casio a mis sur le marché la première montre-bracelet munie d'une fonction baromètre, inaugurant une série de montres multi-fonctions destinées aux randonneurs (avec altimètre) et aux plongeurs (avec manomètre).

### Hygromètre et psychromètre
En utilisant, les propriétés adsorption de l'humidité par la laine et d'autres substances organiques (changement de poids, de couleur ou de forme), certains chercheurs développent des ancêtres de l'hygromètre au milieu du XVe siècle. En 1623, Santorio décrit ainsi un hygromètre utilisant une boule de plomb suspendue à une corde qui raccourcit avec le taux d'humidité, notant le déplacement de la boule sur une échelle graduée. En 1665, Robert Hooke décrit un autre hygromètre à cadran utilisant une barbe d’avoine qui se déplace suivant le mouvement de la barbe : enroulement ou déroulement selon l’humidité de l’air.
Plus d’un siècle plus tard, de nouvelles améliorations apparaissent avec Horace Bénédict de Saussure qui met au point en 1781 le premier hygromètre à cheveu de l’histoire : c'est alors un cheveu qui se déplace devant un cadran gradué. C’est en 1815 que Joseph Louis Gay-Lussac fait le lien entre le mouvement du cheveu et l'humidité relative de l'air et non l’humidité absolue. Les hygromètres à cheveu restent très utilisés jusqu’au XXe siècle étant simples, peu coûteux et relativement précis, bien que nécessitant un étalonnage régulier.
En 1819, John Frederic Daniell invente un nouvel hygromètre composé de deux ampoules de verre reliées par un tube : l’hygromètre à condensation. En 1825, Ernst Ferdinand August donne crée le psychromètre reposant sur le principe d’évaporation de l’eau qui utilise un thermomètre sec et un recouvert d'une mousseline mouillée dont on fait évaporer l'air en faisant virevolter l'ensemble. La différence de température entre les deux thermomètres donne l'humidité relative et en a fait un appareil utilisé quotidiennement dans les stations météorologiques. Durant la seconde moitié du XXe siècle, des sondes électroniques furent développées. Ces hygromètres à sondes capacitives voient leur propriété diélectrique varier en fonction de l’humidité de l’air et ont supplanté les psychromètres car ils peuvent donner en continu des informations sur l'humidité de l'air, sans manipulation.

### Pluviomètre

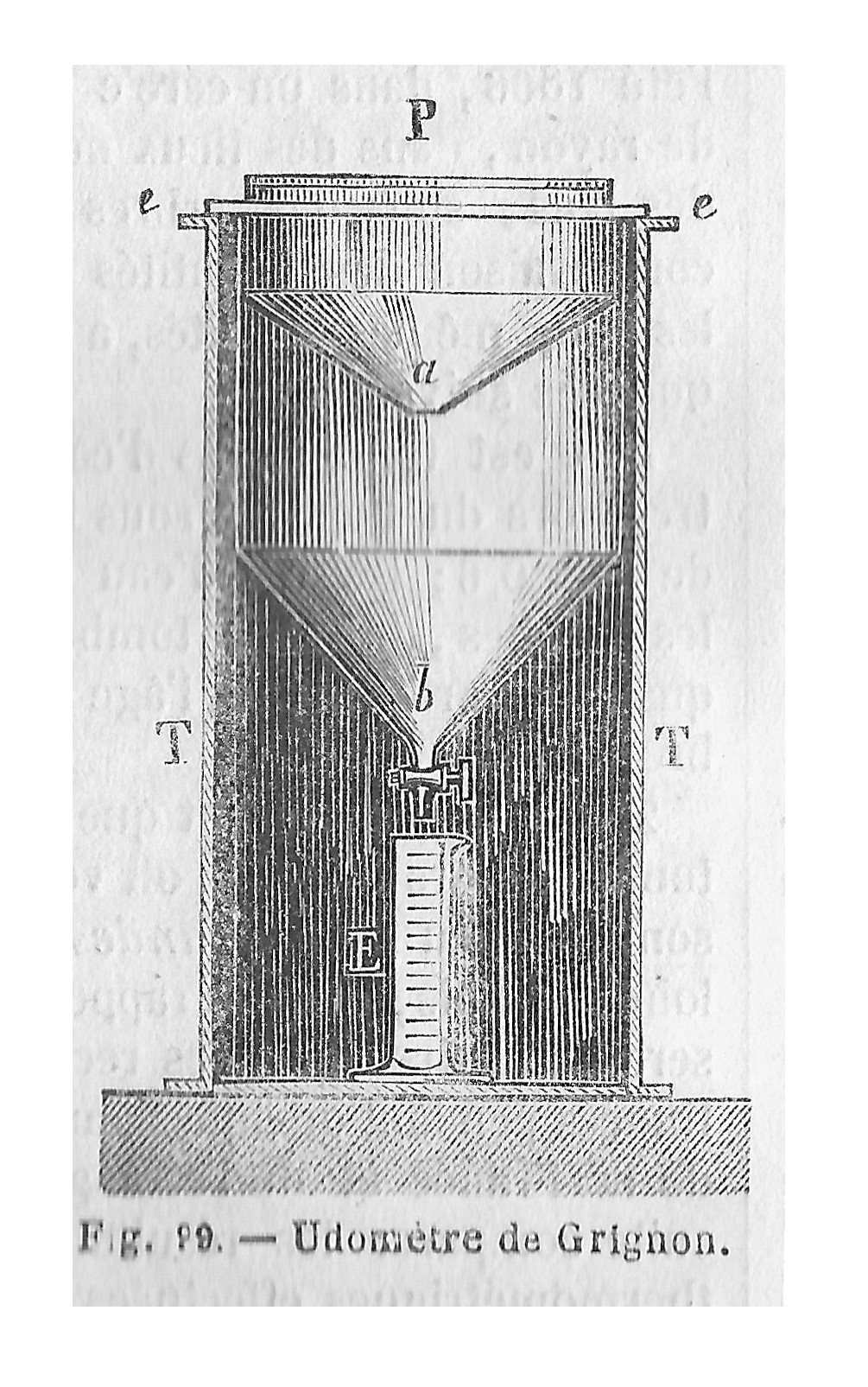
Udomètre de Grignon (gravure publiée en 1877).

Les premières mesures des quantités de pluie connues furent faites par les Grecs vers 500 av. J.-C. Cent ans plus tard, en Inde, la population utilisait des bols pour recueillir l’eau de pluie et la mesurer. Dans les deux cas, la mesure de pluie aidait à estimer le rendement futur des cultures.
Dans l’ouvrage Arthashâstra utilisé dans le royaume de Magadha, des normes furent établies pour la production céréalière et chaque grenier de l’État possédait un tel pluviomètre aux fins de taxation. En Palestine, à partir du IIe siècle av. J.-C., des écrits religieux mentionnent la mesure des pluies pour des besoins agricoles.
En 1441 en Corée, le premier pluviomètre standard en bronze, appelé « Cheugugi », fut développé par le scientifique Jang Yeong-sil pour usage à travers un réseau couvrant tout le pays,.
En 1639, l'Italien Benedetto Castelli, disciple de Galilée, effectua les premières mesures de précipitations en Europe pour connaître l’apport en eau d’un épisode pluvieux pour le lac Trasimène. Il avait étalonné un récipient en verre cylindrique grâce à une quantité d’eau connue et repéré le niveau correspondant sur le cylindre. Il avait ensuite exposé le récipient à la pluie et marqué toutes les heures, par un repère, le niveau atteint par l’eau.
En 1645, le Portugais Paulo Da Silva, pluviologue lusophone réputé, élabora une nouvelle version du pluviomètre permettant de déterminer le niveau de l'évolution graduelle des précipitations de manière automatique via un mécanisme d'encoches sur l'outil de mesure de Benedetto Castelli.
En 1662, l’Anglais Christopher Wren mit au point le premier pluviomètre à augets, ou pluviographe, qu’il associa l’année suivante à un météographe, un appareil qui enregistre plusieurs paramètres météorologiques telles que la température de l’air, la direction du vent et les précipitations. Son pluviomètre était constitué d’un entonnoir récepteur et de trois compartiments qui récupéraient chaque heure à tour de rôle les précipitations,. En 1670, l'Anglais Robert Hooke utilisa aussi un pluviomètre à augets. À la fin des années 1780, Louis Cotte, scientifique du siècle des Lumières, développe aussi en France un pluviomètre qu'il appelle un udomètre.
En 1863, George James Symons fut nommé au conseil de la British meteorological society, où il occupa le reste de sa vie à mesurer les précipitations pluvieuses sur les îles Britanniques. Il mit en place un réseau de volontaires qui lui transmettaient des mesures. Symons prit également note de différentes informations historiques sur les précipitations pluvieuses dans les îles. En 1870, il publia un compte rendu qui remonte jusqu'à 1725.
Avec le développement de la météorologie, la prise de mesures des différents paramètres de l’atmosphère terrestre se répand. Les pluviomètres se perfectionnent mais les principes de base demeurent les mêmes. En France, l’association météorologique créée par Urbain Le Verrier diffusa le pluviomètre « Association ». Divers pluviomètres et pluviographes suivirent ceux à augets basculants. Mentionnons les pluviomètres enregistreurs à flotteurs, utilisés à partir du XIXe siècle, et les pluviomètres à balance.

### Radar météorologique

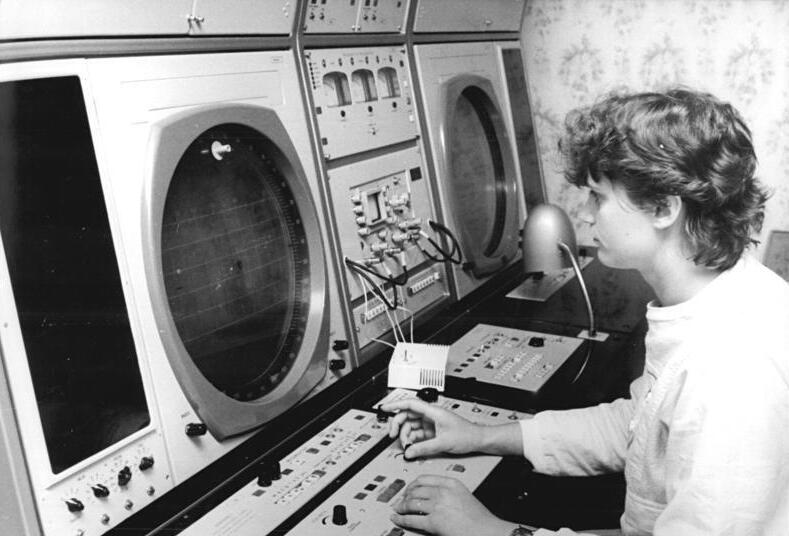
Opérateur radar d'un ancien radar météorologique

Dans les premières décennies du XXe siècle, plusieurs inventeurs, scientifiques, et ingénieurs de divers pays ont contribué au développement du radar, juste à temps pour le début de la Seconde Guerre mondiale. Durant le conflit, les opérateurs des radars micro-ondes des armées alliées remarquèrent de la contamination qui s’avéra être des échos venant des précipitations (pluie, neige, etc.). Juste après la guerre, les scientifiques militaires, qui avaient déjà commencé leur recherche sur les phénomènes rapportés, ont continué leur travail tant dans la vie militaire que civile.
Aux États-Unis, David Atlas est un des pionniers de la météorologie radar pour le groupe de l’armée de l’air et plus tard avec le Massachusetts Institute of Technology. Il a participé au développement des premiers radars météorologiques opérationnels. Au Canada, J. Stewart Marshall et R.H. Douglas forment le « Stormy Weather Group » à l’Université McGill de Montréal. Marshall et son étudiant Walter Palmer sont reconnus pour avoir travaillé sur la distribution du diamètre des gouttes dans les précipitations ce qui a mené à la relation entre la réflectivité (Z), le retour d’intensité des précipitations, et le taux de précipitations (R) au sol communément appelé relation Z-R. En Grande-Bretagne, les recherches se poursuivirent pour relier les signatures des échos aux caractéristiques des précipitations et sur les possibilités qu’offrent les différentes longueurs d'onde entre 1 et 10 centimètres.
Entre 1950 et 1980, les différents services de météorologie à travers le monde construisent des radars météorologiques pour suivre les précipitations par sa réflectivité. D’abord ces radars furent pour usage local dans les grands centres et avec un nombre limité d’angles et provenaient de surplus militaires. Ils étaient opérés en temps réel par les météorologistes qui devaient suivre les échos sur des écrans cathodiques. En 1957, le National Weather Service introduit le WSR-57, leur premier radar conçu exclusivement pour la détection des précipitations. En 1953, Donald Staggs, un ingénieur en électricité travaillant pour le Illinois State Water Survey, est le premier à noter sur les sorties de réflectivité le crochet typique associé à un orage tornadique.
Dans les années 1970, les différents radars commencent à être organisés en réseaux avec un début de standardisation. Les premiers systèmes de capture des images ont été développés. Le nombre d’angles sondés augmente ce qui permet d’obtenir un volume de données en trois dimensions. Les coupes horizontales (CAPPI) et verticales sont développées. On étudie ainsi la structure des orages et autres nuages (entre autres par Isztar Zawadski). Les groupes de recherche se sont multipliés à travers le monde, en particulier le NSSL aux États-Unis en 1964, qui commencent à expérimenter sur la variation de la polarisation du signal radar ainsi que sur l’utilisation de l’effet Doppler-Fizeau. En mai 1973, une tornade a frappé la ville de Union City, juste à l’ouest d'Oklahoma City. Le radar expérimental de longueur d'onde de 10 cm du NSSL a pu pour la première fois noter la vie entière de ce phénomène. Grâce à l'effet Doppler, les chercheurs ont pu voir une rotation, appelée mésocyclone, dans le nuage orageux avant que la tornade ne se forme ce qui a convaincu le National Weather Service que cette nouvelle information serait très importante pour la prévision des orages violents.

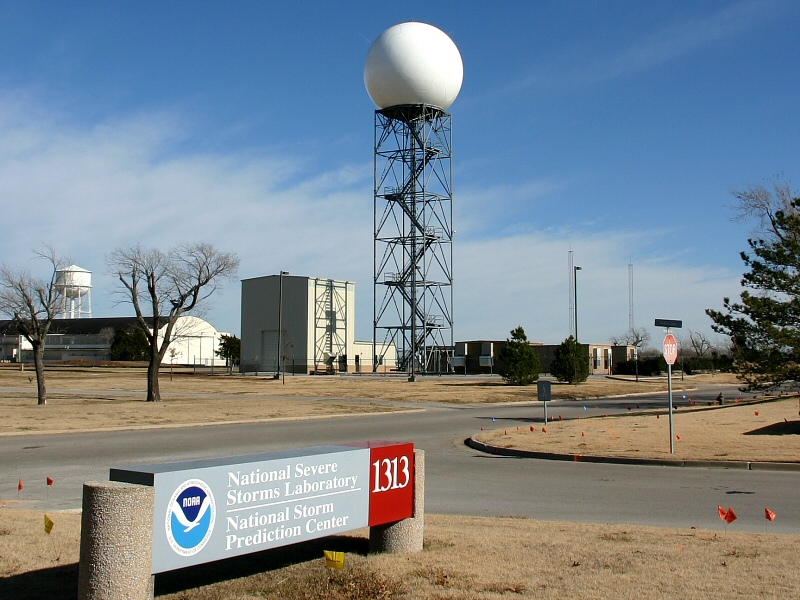
Tour et radôme du WSR-88D de Norman (Oklahoma)

Entre 1980 et 2000, les réseaux de radars météorologiques se généralisent en Amérique du Nord, en Europe, au Japon et dans certains autres pays. Les radars conventionnels sont remplacés par des radars pouvant détecter non seulement l’intensité des précipitations mais également leur vitesse de déplacement (effet Doppler). Aux États-Unis, l’implantation de ces radars de longueur d’onde de 10 cm appelé NEXRAD ou WSR-88D commence en 1988 et se termine au début des années 90. Au Canada, le premier radar Doppler est celui de King City, au nord de Toronto, en 1985. Il est construit pour tester le concept avec une longueur d'onde de 5 cm. Le second sera celui de 10 cm de l'Université McGill en 1993. Le réseau canadien de radars météorologiques est modernisé au complet à partir de 1998. La France (réseau ARAMIS) et les autres pays européens se convertissent à la fin des années 1990 et après 2000. En Australie, quelques radars de recherche sont construits à la fin des années 1990 et début 2000 mais ce n'est qu'en 2003 qu'un programme pour renouveler le réseau national réserve certains sites pour des radars avec fonction Doppler.
Le développement fulgurant de l’informatique permet de traiter les données radars en temps réel pour faire une multitude de produits directs (CAPPI, PPI, cumul de précipitations, etc.) mais également des algorithmes qui permettent de repérer les précipitations dangereuses (orages, pluie diluvienne, rafales sous les nuages, etc.) et de prévoir à court terme leur déplacement.
Après 2000, les recherches qui ont été effectuées sur la double polarisation du signal radar commencent à trouver des applications pratiques dans la détection du type de précipitations. La France, le Canada, les États-Unis, l’Australie et d’autres ont transformé certains de leur radars pour utiliser ce concept en mode pré-opérationnel. Des recherches sont en cours depuis 2003 pour utiliser des antennes réseau à commande de phase assemblés en radar tridimensionnel à balayage électronique pour remplacer le sondage mécanique en balayage électronique, donc plus rapide.

### Radiosondage

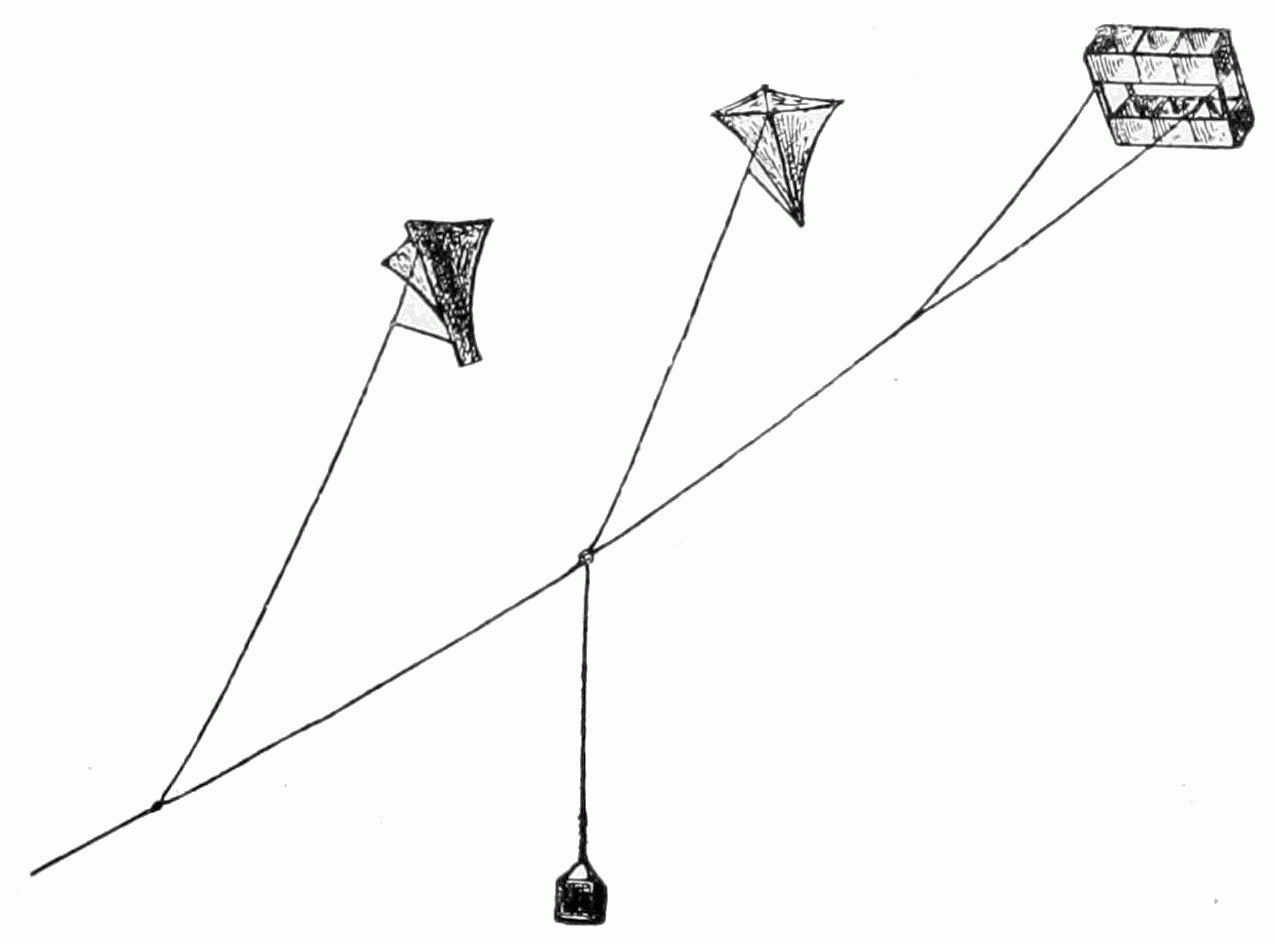
Cerfs-volants utilisés pour soulever un météographe

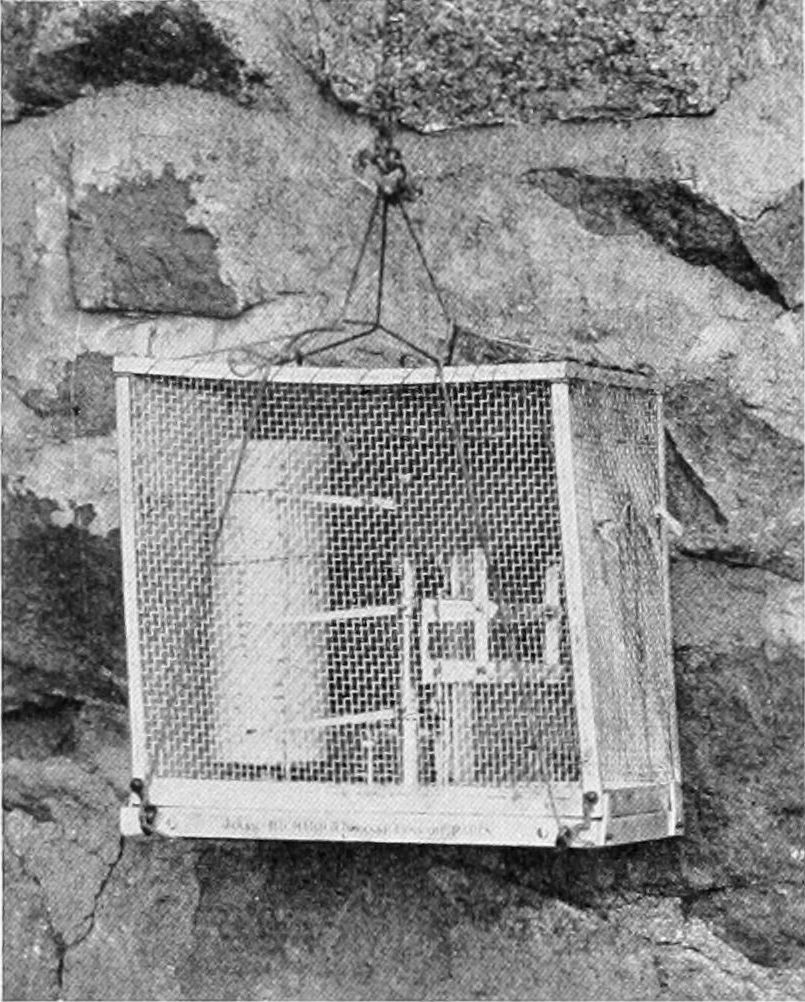
Météographe utilisé par l’US Weather Bureau en 1898

Les premiers sondages aérologiques dans le but de comprendre la nature et la structure de l'atmosphère furent effectués dans la deuxième moitié du XIXe siècle au moyen de cerfs-volants équipés d'enregistreurs de température et de pression (généralement des tambours couverts de noir de fumée). Cependant le cerf-volant montra bien vite ses limites, en imposant la présence d'un câble relié au sol pour le piloter, à la fois pesant et malcommode. En outre, il ne permettait pas de mesures à haute altitude et ne pouvait être utilisé par vent trop faible ou trop fort.
Ce sont Gustave Hermite et Georges Besançon qui, les premiers dès 1892, utilisèrent un ballon libre doté d'un enregistreur de température et de pression. Libéré des contraintes pesant sur le cerf-volant, le ballon s'élève librement dans l'atmosphère aussi haut que la résistance de son enveloppe le lui permet. Le ballon retombe alors au sol et on peut récupérer les enregistrements. En 1898, Léon Teisserenc de Bort organise à l'Observatoire de Météorologie Dynamique de Trappes les débuts de l'exploration systématique de la haute atmosphère. Il découvre qu'à partir d'une certaine altitude, variant à la fois selon la saison et la position géographique, la température cesse de baisser quand on s'élève : c'est la découverte de la tropopause et de la stratosphère qu'il annonce en 1902 à l'Académie des Sciences. La même année, Richard Aßmann publie indépendamment la même découverte. D'autres chercheurs ont travaillé sur les hautes altitudes, dont William Henry Dines.
Après quelques essais à partir de 1927, Pierre Idrac (1885-1935) et Robert Bureau (1892-1965) associent aux capteurs un petit émetteur radio à lampe qui retransmet au sol en temps réel les valeurs mesurées. Le premier vol d'un ballon sonde retransmettant par radio la mesure de la température est effectué le 17 janvier 1929 à Trappes. La récupération des données n'est plus tributaire d'une aléatoire récupération de l'épave du ballon, c’est la naissance du radiosondage moderne.
En 1940, les radiosondes ont complètement remplacé les météographes d'avion pour des sondages quotidiens. Des systèmes au sol utilisant des émissions sonores ont été développés plus tard. Ce système de sondage radio-acoustique de l'atmosphère, appelé RASS en anglais, permet d'obtenir des informations similaires en continu mais est encore peu répandu et ne sonde pas aussi haut que les radiosondages par ballon.

### Satellite météorologique

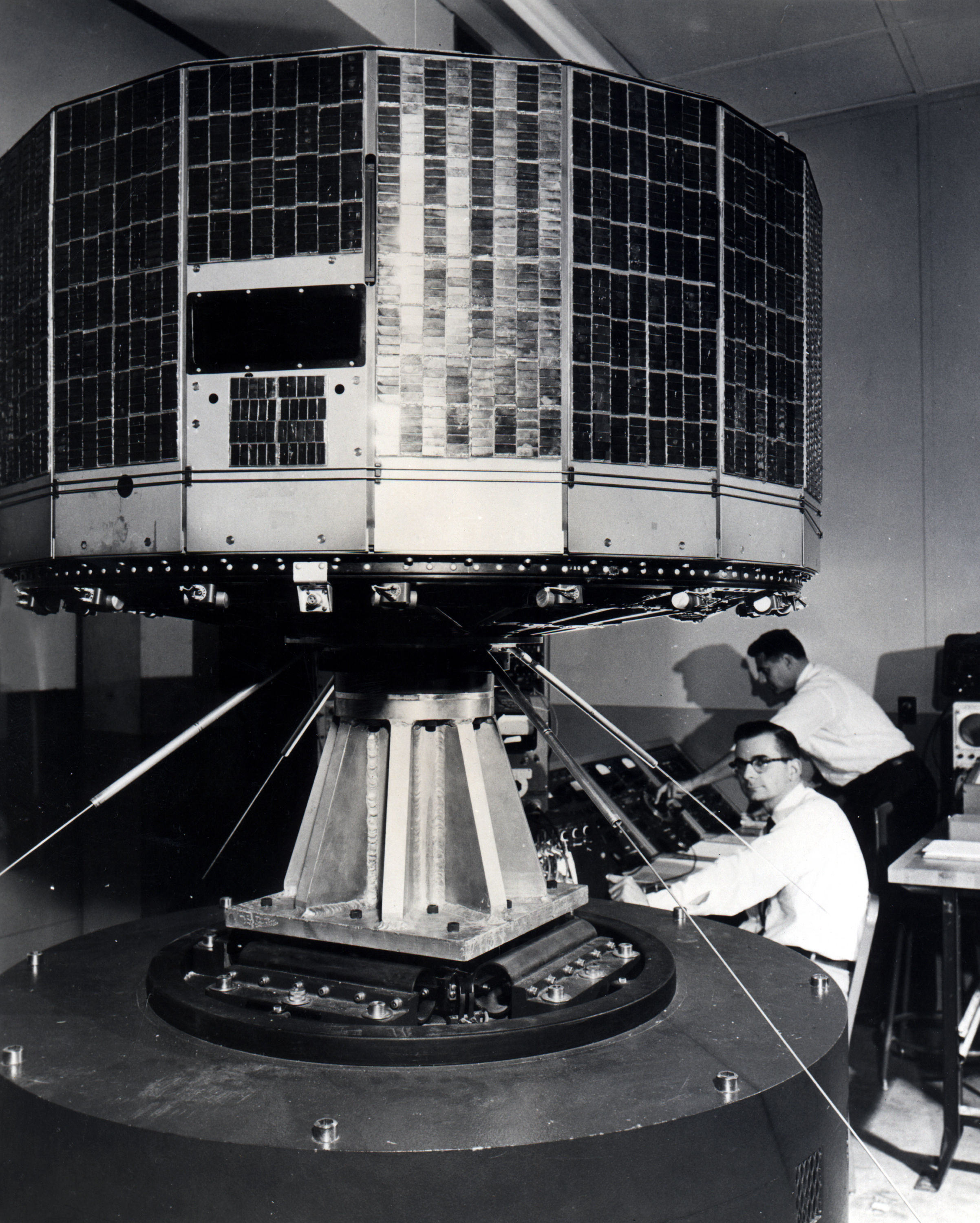
TIROS-1 au banc d'essai.

Le premier satellite météorologique, le Vanguard 2, fut lancé le 17 février 1959 pour mesurer la couverture nuageuse. Malheureusement, lors de sa satellisation, son axe de rotation fut mal orienté et il ne put donner que peu d’informations. Le TIROS-1 fut le premier succès dans ce domaine. La NASA le lança le 1er avril 1960 et transmis durant 78 jours. Il fut l’ancêtre du programme Nimbus qui mena au développement des satellites météorologiques modernes lancés par la NASA et opérés par le NOAA.
De son côté, le gouvernement de l'Union soviétique ordonne le développement de satellites météorologiques, la série Meteor, à la demande des militaires qui souhaitaient disposer d'informations météorologiques pour l'ensemble de la planète par un décret passé le 30 octobre 1961. Le développement du nouveau satellite est pris en charge par l'OKB-586 de Dnepropetrovsk. Les modifications entrainent une augmentation de la masse du satellite dont le lancement doit désormais être assuré par le lanceur par la fusée Tsiklon 3 en 1963.
Pour répondre à leurs besoins spécifiques, différents pays ou association de pays ont démarré ensuite leur propre programme. En Europe, les satellites Météosat, de première génération, furent réalisés sur le Centre spatial de Cannes - Mandelieu par un consortium créé à cet effet: COSMOS, sous maîtrise d'œuvre d'Aerospatiale. Leur premier satellite, Météosat 1, a été lancé le 23 novembre 1977.
Le Japon, quant à lui, lança son premier satellite (GMS-1) le 16 juillet 1977 par une fusée américaine. Les GMS suivants furent montés sur des fusées de l'agence spatiale japonaise (National Space Development Agency) depuis 1981. Le but de ces satellites est de collecter les données atmosphériques, les disséminer sous formes numériques ou analogiques, et de participer ainsi à la veille météorologique mondiale. Ces satellites étaient la contribution du Japon au programme GARP. Ils ont également des capteurs pour suivre les particules solaires.
Plus récemment, l'Inde a lancé son premier satellite météorologique INSAT en 1983 et la Chine, les Feng-Yun, en 1988. Il existe deux familles de satellites météorologiques : les défilants héliosynchrones à orbite basse et les géostationnaires à orbite haute. L'ensemble de ces satellites et d'autres permet d'assurer une couverture complète et continue de la planète.

### Thermomètre

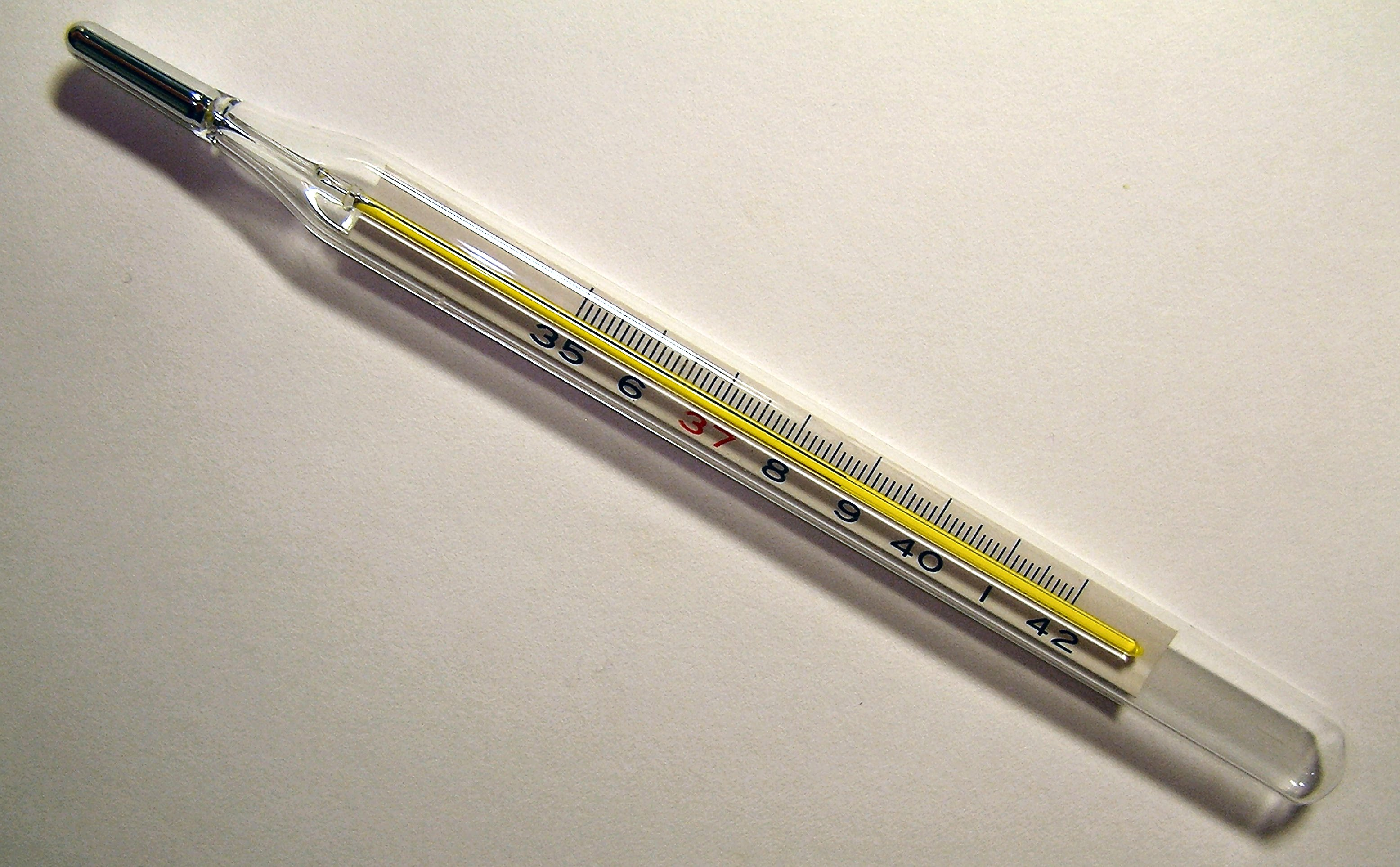
Thermomètre médical, ancien modèle à mercure

En 280 av. J.-C., l'ingénieur Philon de Byzance (310-250) invente le thermoscope. Le thermoscope est un instrument destiné à déceler des variations de températures. Contrairement au thermomètre, le thermoscope ne permet pas de mesurer la température de manière absolue.
Le terme « thermomètre » a été inventé en 1624 par le jésuite Jean Leurechon dans son ouvrage Récréation mathématique. Le principe qu'il décrit (un changement de température faisant monter le niveau de l'eau dans une canule) fut expérimenté par un médecin vénitien Sanctorius, ami de Galilée à qui la paternité de l'invention est souvent attribuée.
En 1654, le grand-duc de Toscane à Florence, Ferdinand II de Médicis, perfectionna l'instrument de Sanctorius et créa le premier véritable thermomètre en emprisonnant de l'alcool dans un tube de verre hermétique. Il portait 50 graduations. En hiver, il descendait jusqu'à 7 degrés et montait, en été, à 40 degrés. Dans la glace qui fond, il montrait 13 degrés.
C'est dans le courant du XVIIIe siècle que les inventions de différents types de thermomètre prenaient leur essor dans plusieurs pays d'Europe. En 1702, l'astronome Ole Christensen Rømer fabriqua, au Danemark, un thermomètre à alcool marquant l'eau bouillante à 60° et la glace pilée à 7,5°. En 1717, le savant allemand Daniel Gabriel Fahrenheit remplaça l'alcool par du mercure et donna au thermomètre sa forme définitive. Il proposa également la première échelle de températures à être adoptée assez largement, fixant à 32 °F la température de la glace fondante et à 96 °F la température normale du sang : 32 °F est alors le point de fusion de la glace et 212 °F est le point d'ébullition de l'eau sous pression atmosphérique normale.
En 1730, René-Antoine Ferchault de Réaumur, physicien et naturaliste français, construisit un thermomètre à « esprit de vin » (ancienne dénomination de l'éthanol), pour lequel il utilisait l'échelle 0-80, le zéro étant le point de congélation de l'eau, et le 80 est le point d'ébullition de l'alcool (esprit de vin), que Réaumur tendait à confondre avec le point d'ébullition de l'eau.
Le physicien suédois Anders Celsius fit construire en 1741 un thermomètre à mercure, gradué de sorte que 100° correspondait au point congélation de l'eau, et 0° au point de d'ébullition de l'eau, qui fut utilisé de 1742 à 1750 à l’observatoire d’Upsal. L'échelle de Celsius était donc graduée en sens inverse de l'échelle centigrade que nous connaissons actuellement. Ce n'est qu'après la mort de Celsius, survenue en 1744, que ses collègues — il est pensé que l'initiative en revient surtout au célèbre naturaliste suédois Carl von Linné— inversèrent l'échelle de Celsius pour lui donner sa forme actuelle, à savoir 0 pour la température de congélation de l'eau, et 100 pour sa température d'ébullition. De fait, en 1745, Linné présenta à l'académie suédoise un thermomètre à mercure qui marquait 0° pour la glace fondante et 100° pour l'eau bouillante.
Cependant, à la même époque, le secrétaire perpétuel de l’académie des Beaux-Arts de Lyon, Jean-Pierre Christin (1683-1755), fit construire par l’artisan lyonnais Pierre Casati un thermomètre à mercure à échelle centésimale ascendante, qu’il présenta le 19 mars 1743 à l’assemblée publique de cette académie. On attribue donc souvent à tort l'inversion de l'échelle mise au point par Celsius à Christin,.
Le thermomètre suédois de Celsius et le thermomètre lyonnais de Casati n’auraient eu qu’une utilisation restreinte si la Révolution française n’avait donné au monde moderne le système métrique, et si la Commission des poids et mesures, créée par la Convention, n’avait décidé en 1794 que « le degré thermométrique sera[it] la centième partie de la distance entre le terme de la glace et celui de l’eau bouillante ».

## Prévisions météorologiques, d'hier à aujourd'hui

### Dictons météorologiques

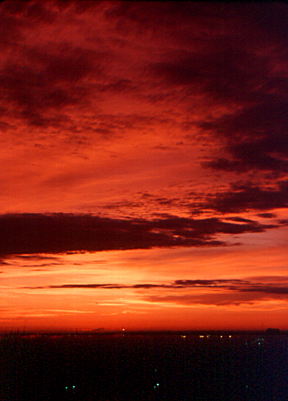
Un ciel rouge au coucher de soleil est signe de beau temps le lendemain.

Depuis fort longtemps l'homme a cherché à prévoir le temps à venir et des relations empiriques entre la couleur du ciel, la forme des nuages ont été établies. Ainsi, de nombreux dictons météorologiques ont vu le jour. Ainsi, un proverbe fort ancien qui a été référencé au XVIIe siècle dit que « Ciel pommelé & femme fardée ne ſont pas de longue durée » (en français moderne: Ciel pommelé et femme fardée ne sont pas de longue durée). Une explication moderne justifiant ce dicton est qu'un ciel pommelé correspond à des bancs d'altocumulus qui vont rapidement se transformer en nimbostratus générateurs de pluie. Il existe un autre dicton quasiment universel dans toutes les langues. Le proverbe français dit que: «Rouge le matin chagrin (ou la pluie est en chemin), rouge le soir espoir ». Le fait que ce proverbe existe dans beaucoup de langues traduit une réalité sous-jacente : la diffusion de Rayleigh est plus importante pour les courtes longueurs d'onde (violet) que pour les grandes longueurs d'onde (rouge). Donc, lorsque le temps est nuageux et que l'éclairement provient de l'horizon, la lumière émise sera rougeoyante car les courtes longueurs d'onde ont été diffusées. Maintenant, si le ciel est clair à l'ouest, comme les perturbations circulent généralement d'ouest en est, le ciel va s'éclaircir. Ainsi, si le ciel est rouge le soir, le temps va s'améliorer. De par le même raisonnement, si le ciel est rouge le matin, le temps va se dégrader.

### Classification des nuages
Le proverbe concernant le ciel pommelé est une invite à classifier les nuages car en reconnaissant leur forme, on peut produire des prévisions à court terme. Pour pouvoir prédire le temps à court terme, il faut être capable de reconnaître le type de nuages; c'est pourquoi la nécessité de classifier les nuages est apparue plus de 200 ans en arrière. Par exemple, si l'on peut identifier une ligne de gros nuages apparaissant à l'horizon, on peut presque assurer que des orages et un rafraîchissement sont à venir. Ainsi, en 1802, Luke Howard fut le premier à proposer une classification simplifiée des nuages basée sur leur apparence selon deux « genres » de nuages, cumulus et stratus, et en les divisant en quatre groupes selon la hauteur de leur base, non l'altitude de la cime. À cela s'ajoutèrent des «espèces», qualificatifs pour des variations particulières. Le météorologue anglais Ralph Abercromby influença le suédois Hildebrandsson qui publia en 1890, avec Wladimir Köppen et Georg von Neumayer, l’Atlas des nuages.

### Réseaux météorologiques
Les prévisions à court terme peuvent être grandement améliorées si l'on connaît le temps dans les régions voisines et plus particulièrement à l'ouest. C'est pourquoi une grande avancée dans les prévisions du temps à venir a été effectuée lorsque les informations purent être transmises à la vitesse de la lumière après l'invention du télégraphe (voir supra).

### Prévisions numériques
La météorologie a longtemps été une branche de la géographie physique et les recherches étaient menées par des littéraires. Ainsi, le très copieux et maintenant obsolète Traité de géographie physique
qui traite en particulier la météorologie fut rédigé par Emmanuel de Martonne qui était à la fois, un géographe et un « traceur de frontières » entre États nouvellement créés. La transition de la météorologie en tant que science humaine vers une science expérimentale dans la seconde moitié du XIXe siècle, utilisant des modèles basés sur les lois de la physique, a suscité de nombreuses résistances. Par exemple, on reprocha à Paul Queney qui fut un précurseur de la prévision numérique du temps de développer des modèles peu réalistes.
L'idée d'utiliser des modèles numériques pour prévoir le temps à venir fut cependant une avancée importante dans l'histoire de la météorologie. En 1904, Vilhelm Bjerknes fut le premier à proposer que la prévision du comportement de l'atmosphère pourrait être traitée comme un problème de physique mathématique posé en fonction des conditions initiales. La discipline de la prévision numérique du temps fut fondée en 1922 par la publication du livre Weather Prediction by Numerical Process, du mathématicien britannique Lewis Fry Richardson. Deux décennies avant l'invention de l'ordinateur, Richardson envisagea de faire résoudre numériquement, par une armée de calculateurs humains, les équations développées par Bjerknes. La vision pionnière de Richardson commença à porter ses fruits en 1950, alors que Charney, Fjortoft et von Neumann réussirent la première prévision numérique du temps par ordinateur. Ils utilisaient une atmosphère simple avec une masse d'air barotrope (un seul niveau dans la verticale) et pouvaient résoudre le mouvement à grande échelle aux latitudes moyennes des ondes de Rossby en altitude le long desquelles se propagent les dépressions et les anticyclones en surface. Les premiers programmes de prévisions numériques opérationnelles furent développés ensuite au début des années 1960 en utilisant les équations primitives atmosphériques,.
À petite échelle, Richard Scorer fut aussi un précurseur de la modélisation numérique des phénomènes de turbulence en aval des montagnes en étendant la théorie des ondes orographiques de Paul Queney. Les ondes orographiques sont particulièrement puissantes et ont provoqué de nombreux accidents aériens où les avions s'écrasaient contre les montagnes. À l'époque de Queney, les ondes orographiques n'étaient pas comprises par les pilotes et une légende voulait que l'altimètre et le variomètre étaient déréglés.
Cependant Paul Queney a développé une théorie qui s'est avérée valable mais qui fut alors peu connue dans le monde anglo-saxon. Cette théorie montrait clairement que les instruments de bord fonctionnaient.
En présence d'une forte demande pour des prévisions météorologiques dans de nombreux domaines d'activité, la discipline n'a cessé depuis lors de se développer, soutenue par l'augmentation de la puissance de calcul et nourrie de progrès théoriques énormes en méthodes numériques et en météorologie. Les nouveaux modèles de prévision ont graduellement raffiné l'analyse de départ, la paramétrisation des processus physiques reliés aux équations primitives atmosphériques et les méthodes de calcul. Le développement de modèles à l'échelle régionale pour suivre des systèmes à plus petite échelle, comme les cyclones tropicaux, date des années 1970 et l'introduction des interactions avec le sol et la végétation, des années 1980,,. De nos jours des ordinateurs de plus en plus puissants sont utilisés avec un maillage très serré du territoire. En général, une prévision fiable à 5 jours peut désormais être obtenue en 2016.
Cependant, la nature du chaotique de l'atmosphère a aussi commencé à être perçue car la variation minime des conditions initiales dans les modèles donnaient des solutions très différentes. La théorie du chaos d'Edward Lorenz, développée dans les années 1960, s'adapte bien à ce problème et permet de passer de prévision déterministes à des prévisions probabilistes où la solution provient d'un ensemble de prévisions, chacune partant avec des paramètres légèrement différents (prévision d'ensembles),.
En même temps, la demande pour des prévisions à très long terme est devenu évidente lorsque des phénomènes comme le réchauffement climatique et El Niño ont commencé à se faire sentir. Dès les années 1950, un premier modèle climatique fut testé. Ils tiennent compte non seulement des paramètres habituels tels la température et la pression mais aussi des changements de composition de l'atmosphère et des échanges avec l'océan.

## Coopération mondiale
La prise de conscience de l'importance de la collaboration mondiale dans le domaine de la météorologie n'est pas récente : en août 1853 se tient à Bruxelles la première conférence internationale de météorologie maritime. À cette époque, les puissances économiques s'aperçoivent de l'intérêt que peut offrir une meilleure compréhension des climats océaniques en ce qui concerne la sûreté et la rapidité de la navigation commerciale entre l'Europe et les autres continents. L'invention du télégraphe presque au même moment permet en outre l'échange en temps réel des informations. 12 météorologues de différents pays (Belgique, Danemark, États-Unis, France, Grande-Bretagne, Norvège, Pays-Bas, Portugal, Russie, Suède) se réunissent donc en Belgique et décident d'échanger quotidiennement leurs observations. Ils établissent tout d'abord des règles communes pour la prise des mesures et la description des observations, puis se mettent d'accord sur la manière de les transmettre. L'objectif est d'« établir un système uniforme d'observations météorologiques en mer et de contribuer ainsi à l'élaboration d'un plan général d'observation des vents et des courants océaniques ».
À la suite de ces développements, dont les conséquences apparaissent fructueuses pour les pays participants, une volonté d'élargissement de la coopération naît et on pense alors à créer une organisation pour coordonner les efforts au niveau international. Le premier Congrès météorologique international à Vienne en 1873 donne naissance à l’Organisation météorologique internationale (OMI). En septembre 1947, lors de la conférence des directeurs des services météorologiques nationaux de Washington, une convention est signée pour remplacer l'OMI par une nouvelle structure appelée l’Organisation météorologique mondiale (OMM). Elle entre en vigueur le 23 mars 1950 et en décembre 1951, l'OMM devient une agence spécialisée des Nations-Unies, au même titre que l'OACI, créée quelques années plus tôt.
Voici quelques jalons dans l'histoire de l'OMM destinés à améliorer la connaissance du climat et la prévision météorologique mondiale :
- 1951 : mise en place du système d'observation globale de la couche d'ozone
- 1963 : lancement de la Veille météorologique mondiale ou VMM
- 1971 : mise en place du projet Cyclones tropicaux, remplacé plus tard par le programme Cyclones tropicaux
- 1972 : regroupement des activités dans le domaine de l'hydrologie opérationnelle au sein du programme Hydrologie opérationnelle de l'OMM
- 1977 : mise en place de IGOSS conjointement avec la Commission océanographique internationale et l'UNESCO
- 1979 : Première Conférence mondiale sur le climat, qui conduit à la création du Programme mondial sur le climat de l'OMM
- 1985 : convention de Vienne sur la protection de la couche d'ozone
- 1987 : protocole de Montréal sur les substances nuisibles à la couche d'ozone
- 1988 : création du GIEC, conjointement avec le PNUE
- 1989 : extension de la VMM à la surveillance de la composition atmosphérique
- 1992 : conférence des Nations-Unies sur l'environnement et le développement, mise en place de GCOS
- 1993 : lancement de WHYCOS, programme de coopération internationale dans le domaine de l'observation hydrologique
- 1995 : mise en place de CLIPS, un programme destiné à aider les services météorologiques et hydrologiques nationaux à prendre en compte les dernières avancées technologiques en matière de climatologie et à délivrer aux usagers intéressés une information précise et pertinente
- 2003 : lancement du programme de prévention des catastrophes naturelles, ainsi que du programme spatial de l'OMM